# Ferry Kazungula

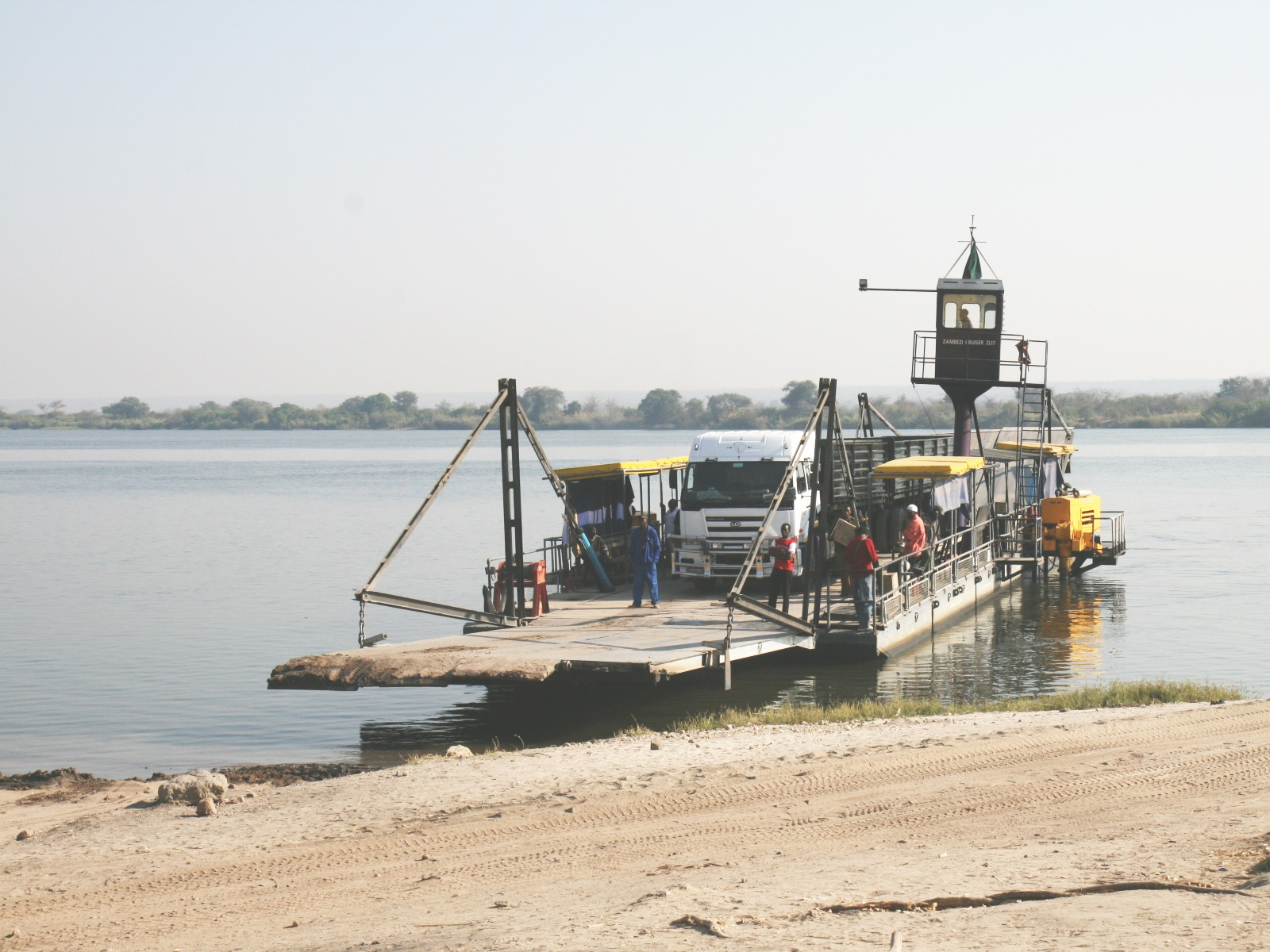
Uno de los dos transbordadores de pontón que cruzan el Zambezi en Kazungula

El Kazungula es un transbordador de pontón que a través de 400 metros de ancho del río recorre Zambezi entre Botsuana y Zambia. Es uno de los transbordadores más grandes en del centro - sur de África, con una capacidad de 70 toneladas. El servicio es proporcionado por dos pontones motorizados y opera entre los puestos fronterizos de Kazungula, Zambia y Kazungula, Botsuana.
Enlaza la carretera de  Livingstone-Sesheke  (cuál conecta al Trans@–Caprivi Carretera en Katima Mulilo y forma parte del Walvis Pasillo de Bahía) a la carretera principal norte - sur de Botsuana a través de Francistown y Gaborone a Sudáfrica, y también al Kasane-Victoria Cae a través de la carretera Zimbabwe. Sirve el tráfico de carretera internacional de tres países directamente (Zambia, Zimbabue y Botsuana) y de tres más indirectamente (Namibia, Sudáfrica y DR. Congo).
En 2003 el transbordador era el sitio de un desastre cuándo un camión con sobrecarga de Zambian se volcó y 18 personas se ahogaron. El accidente se dio por la falta de básculas en  Zambia para comprobar el peso de camiones.
En agosto de 2007 los gobiernos de Zambia y Botsuana anunciaron un trato para construir un puente en el sitio para reemplazar el transbordador.  La existencia de una pequeña frontera, aproximadamente de 150 metros entre Zambia y Botsuana hizo que durante varias reuniones se acordara por los jefes de Estado y/u oficiales de los cuatro estados en el periodo 2006-10  y  se muestra claramente en el mapa de proyecto Fondo de Desarrollo africano ,
igualando el Departamento de EE. UU. con la Oficina Estatal de representación geográfica Tierra de Google.  La ruta prevista para el nuevo puente cruza esta frontera sin entrar Zimbabue o Namibia.
Zimbabue ya tiene un puente a Zambia en Victoria Caídas, a 70km de Kazungula. 
Namibia ya tiene un puente a Zambia en Katima Mulilo, 150km río arriba. 
Este puente proporciona una conexión directa entre Zambia y Botsuana.
Pero todavía no hay ninguna conexión directa entre Namibia y Zimbabue y tampoco se tiene planeado. El tráfico de Namibia a Zimbabue tiene que cruzar a Zambia en Katimo Mulilo y después de Zambia a Zimbabue en las cataratas Victoria; o sobre este puente nuevo en Botsuana y de ahí a Zimbabue en Pandamatenga. Realmente es muy poco el tráfico de este tipo por esta ruta. La mayoría de tráfico entre Namibia y Zimbabue pasa por Botsuana vía Maun, la cual es una ruta considerablemente más corta .
Para aquellos que viajan por carretera de Sudáfrica a Zambia Copperbelt o Lusaka las rutas a través de Zimbabue son más cortas.